# Stillwater (película)
Stillwater es una película de drama criminal estadounidense de 2021 dirigida por Tom McCarthy, basada en un guion que coescribió con Marcus Hinchey, Thomas Bidegain y Noé Debré. Es la primera película de DreamWorks Pictures distribuida por Focus Features. Está protagonizada por Matt Damon como un trabajador desempleado de una plataforma petrolera de Oklahoma que se embarca con una mujer francesa (Camille Cottin) para demostrar la inocencia de su hija condenada (Abigail Breslin).
La película tuvo su estreno mundial en el Festival de Cine de Cannes el 8 de julio de 2021 y fue estrenada en cines en los Estados Unidos el 30 de julio de 2021 por Focus Features. Recibió críticas generalmente positivas de los críticos.

## Trama
El trabajador petrolero de Stillwater, Oklahoma, Bill Baker, viaja a Marsella, en el sur de Francia, para visitar a su hija Allison, quien ha cumplido cinco años de una sentencia de prisión de nueve años. Mientras asistía a la universidad en Marsella, Allison fue condenada por matar a su compañera de cuarto y amante infiel, Lina.
Bill es extranjero y no entiende el idioma, aun así logra hospedarse en un hotel, al llegar a su habitación hay una niña sola llamada Maya, sentada en el suelo en la puerta de al lado, ya que perdió la llave de su habitación y no puede entrar, Bill le ofrece ayudarla y la lleva a la recepción para conseguirle una llave. Luego va avisitar a su hija a la cárcel.
Durante la primera reunión de Bill con Allison, ella le pide que le pase una carta a su abogada defensora, la Sra. Leparq. Bill encuentra a Leparq, quien le dice que la carta dice que Allison escuchó de su ex profesor acerca de un hombre que afirmaba ser el asesino de Lina. Leparq se niega a intentar reabrir el caso porque la nueva información es sólo un rumor. En la próxima visita Bill le miente a Allison y le dice que Leparq solicitará al juez que reabra el caso.
Al volver al hotel Bill conoce a la mama de Maya llamada Virginie, esta es bilingüe y le agradece el favor que hizo por su hija Maya, y le dice que está en deuda con él. Bill aprovecha y le pide a Virginie que traduzca la carta, donde se entera no solo de la desesperación de su hija por la sentencia, sino también de la poca fe que tiene en la capacidad de su padre para ayudarla con su situación. Bill visita al profesor que es mencionado en la carta, quien le da el número de teléfono de una chica que dice conocer al asesino de Lina. Bill le pide a Virginie que haga de traductora, y se encuentran con 2 chicas, quien solo nombra al asesino como "Akim" y se niegan a dar más datos.
En la departamento donde se acaba de mudar Virginie y Maya, revisan las redes sociales de estas chicas para encontrar fotos subidas el día y en el bar donde ocurrió el incidente, y encuentran muchas fotos de chavales. Bill le lleva las fotos a Allison, quien identifica a Akim. Luego, Bill usa la foto para localizar a Akim preguntando a cada persona en un proyecto de vivienda, este llama mucho la atención y los amigos de Akim lo encuentra y lo dejan tirado tras golpearlo gravemente, en eso aparece Akim y lo mira en suelo pero escapa mientras un Bill sin fuerzas solo puede verlo irse. La próxima vez que se encuentra con Allison, Bill confiesa que mintió acerca de que Leparq haya accedió a ayudarlos y que encontró a Akim y no se lo dijo a la policía. Enfurecida porque Bill desperdició su única oportunidad de exoneración, Allison le dice que nunca regrese a visitarlo nuevamente a la prisión.
Cuatro meses después, Bill se ha quedado en Marsella, alquilando una habitación en el apartamento de Virginie y trabajando en un equipo de construcción, y formando un vínculo con Maya ya que la suele cuidar y este le enseña el idioma. Durante el único día libre de Allison fuera de prisión ese año, Bill la lleva a comer pizza, nadar al océano, conoce a Virginie y Maya, y tienen una cenan todos juntos en el departamento. Pero esa noche, al regresar a prisión, intenta suicidarse tratando de ahorcarse. Bill está devastado, y solo puede continuar visitándola. 
Bill y Virginie también establecen una relación platónica, un fuerte vínculo de amistad con Maya casi como un padre. Una noche, en un partido del Olympique de Marseille, al que Bill asiste con Maya, ve a Akim y lo sigue hasta su camioneta después de que termina el partido. Bill se acerca a Akim, lo deja inconsciente y lo encierra en el sótano de su edificio de apartamentos donde viven Virginie, Maya y Bill. Bill le implora a Maya que guarde el secreto, a lo que ella accede.
Bill le paga a un investigador privado para que analice un mechón de cabello de Akim con la evidencia de ADN de la escena del crimen. Akim le dice a Bill que Allison lo había contratado para matar a Lina y que ella le pagó con un collar de oro con la palabra "Stillwater". Bill comienza a dudar de la inocencia de Allison. El investigador privado sospecha que Bill mantiene a Akim en el sótano, por lo que se hace pasar por un inspector de edificios y le pregunta a Virginie si ha notado algún olor o ruido en el sótano, lo que ella niega, pero despierta sus sospechas. Los agentes de policía encuentran y detienen a Bill, pero después de un registro infructuoso en el sótano, la policía interroga a Maya, quien miente sobre no haber visto al rehén. Después de que la policía se va, Virginie revela que había liberado a Akim después de encontrarlo en el sótano. Ella exige que Bill se vaya por haber puesto a Maya en riesgo durante el secuestro de Akim. Bill abraza a una Maya que llora desconsolada, se despiden y regresa al hotel.
Leparq se reúne con Bill para decirle que nuevas pruebas permitirán reabrir el caso, con una prueba de ADN que exonerará a Allison, pero está confundida por la reacción entumecida de Bill.
Después de que Allison y Bill regresan a Oklahoma para recibir una bienvenida de héroes, Bill le pregunta a Allison sobre el collar de Stillwater que le dio cuando partió hacia Marsella. Allison se derrumba y admite que contrató a Akim para desalojar a Lina de su casa después de que se separaron, pero afirma que no tenía la intención de matar a Lina, ya que Akim malinterpretó sus intenciones de "echarla" del apartamento. A la mañana siguiente, mientras se sientan en el porche, Allison dice que todo se ve igual en Stillwater, mientras que Bill admite que todo se ve diferente para él, casi hasta el punto de que ya no lo reconoce.

## Elenco
- Matt Damon como Bill Baker
- Abigail Breslin como Allison Baker
- Camille Cottin como Virginie
- Lilou Siauvaud como Maya
- Deanna Dunagan como Sharon
- Idir Azougli como Akim
- Anne Le Ny como Leparq
- Moussa Maaskri como Dirosa
- William Nadylam como Patricio

## Producción

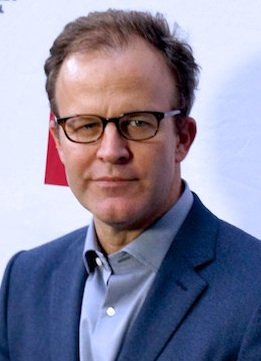
Tom McCarthy, director de Stillwater, promocionando la película en el Festival de Cine de Cannes 2019

En julio de 2019 se anunció que Tom McCarthy escribiría y dirigiría la película, con Matt Damon como protagonista. Abigail Breslin se agregó al elenco a finales de mes, y la filmación comenzó en agosto de 2019. Camille Cottin se agregó al elenco en septiembre. Mychael Danna compuso la partitura de la película. Fue filmada en locaciones de Oklahoma y Marsella.

## Estreno
La película tuvo su estreno mundial en el Festival de Cine de Cannes el 8 de julio de 2021. Estaba programado para ser lanzado en los EE. UU. el 6 de noviembre de 2020, pero se retrasó debido a la pandemia de COVID-19 hasta el 30 de julio de 2021.

## Recepción

### Taquilla
A fecha de 26 de diciembre de 2021, Stillwater ha recaudado 14,6 millones de dólares en Estados Unidos y Canadá, y 5,2 millones de dólares en otros territorios, para un total mundial de 19,8 millones de dólares.
En los Estados Unidos y Canadá, Stillwater se estrenó junto con Jungle Cruise y The Green Knight, y se proyectó que recaudaría alrededor de $ 5 millones en 2531 salas de cine en su primer fin de semana. La película ganó 1,8 millones de dólares en su primer día, incluidos 280.000 dólares de los avances del jueves por la noche. Luego debutó con $ 5.2 millones, terminando quinto. La película cayó un 45% a $ 2,6 millones en su segundo fin de semana, permaneciendo en el quinto lugar.

### Respuesta de los críticos
En el sitio web del agregador de reseñas Rotten Tomatoes, la película tiene un índice de aprobación del 74% basado en 188 reseñas, con una calificación promedio de 6.6/10. El consenso de los críticos del sitio dice: "Stillwater no es perfecta, pero su enfoque reflexivo de temas inteligentes, y las sólidas actuaciones de sus protagonistas, le dan a este drama oportuno un poder de construcción constante".  En Metacritic, la película tiene un puntaje promedio ponderado de 60 sobre 100, basado en 40 críticos, lo que indica "críticas mixtas o promedio".  Las audiencias encuestadas por CinemaScore le dieron a la película una calificación promedio de B− en una escala de A+ a F, mientras que el 63 % de los miembros de la audiencia de PostTrak le dieron una puntuación positiva y el 34 % dijo que definitivamente la recomendaría.
Richard Roeper del Chicago Sun-Times le dio a la película una puntuación de 3.5/4 estrellas, describiéndola como "provocadora y conmovedora" y elogiando la actuación de Damon como Bill Baker, pero escribió: "Bill también es propenso a acciones precipitadas, lo que lleva a un desarrollo relativamente tardío en "Stillwater" que es discordante y equivocado y que hace que esta película no alcance la grandeza". David Sims de The Atlantic notó similitudes entre la película y las películas anteriores del director Tom McCarthy, The Visitor y Win Win, pero agregó: "El guion excelente, aunque extenso, de McCarthy está más interesado en los humanos detrás de los titulares y las formas desordenadas en que las personas intentan reconciliar su dolor y culpa después de un trauma indescriptible". Simran Hans de The Observer le dio a la película una puntuación de 3/5 estrellas y la describió como "un estudio de personajes reflexivo y complicado, aunque ubicado dentro de un thriller de acción pulido y menos interesante".
Brian Lowry de CNN fue más crítico con la película y escribió que "confunde las expectativas de maneras en su mayoría frustrantes" y que "es larga pero no particularmente profunda, o al menos, no lo suficientemente profunda". Clarisse Loughrey de The Independent le dio a la película una puntuación de 2/5 estrellas, describiéndola como "un gesto vacío de una película", y escribió: "No tiene en cuenta la injusticia que enfrentó Knox. Tampoco simpatiza con su tiempo tras las rejas. Ni siquiera llega a ser el personaje principal. Ese sería el Bill Baker de Matt Damon, el padre de Allison, una figura completamente ficticia, sin que ninguno de los detalles de esta familia coincida con los de Knox".

### La reacción de Amanda Knox
Amanda Knox, en cuya historia se basa relativamente la película,  denunció a la película y a sus creadores en Twitter por beneficiarse de su condena injusta y por distorsionar los hechos de su historia. Knox dijo, "al hacer desaparecer mi inocencia, mi falta total de participación, al borrar el papel de las autoridades en mi condena injusta, McCarthy refuerza una imagen de mí como una persona culpable y poco confiable".